# Julia Juániz Martínez
Julia Juániz Martínez (Arellano, 23 de junio de 1956) es una montadora, directora de cine y videoartista española.

## Trayectoria

### Cine
Abandonó sus estudios de medicina en la Universidad de Zaragoza para dedicarse al cine, realizando cursos de fotografía en la galería zaragozana Spectrum.
Tras una etapa como meritoria en distintas áreas de la producción de películas, es desde 1990 montadora y ha trabajado en más de sesenta películas con importantes directores como Basilio Martín Patino, Víctor Erice, Carlos Saura, Daniel Calpasoro y Alberto Morais, entre otros. Ha dirigido y escrito cortometrajes y es profesora de montaje y análisis de guiones en escuelas de cine.
Es miembro de la Academia de las Artes y las Ciencias Cinematográficas de España y de la Academia de Cine Europeo.

### Arte
Juániz ha construido una trayectoria propia como videoartista y fotógrafa. Celuloide pintado a mano, fotografías manipuladas, collages y especialmente sus videocreaciones como El grito de Guernica y El discurso de Chaplin formaron parte de su exposición Ver con los ojos y el alma en el Centro de Artes de Vanguardia La Neomudéjar en Madrid en 2014. Su obra completa o piezas escogidas han sido expuestas en distintos museos y centros de arte de España y ha sido seleccionada para muestras en el extranjero.

## Premios
| Año  | Categoría     | Película      | Resultado |
| ---- | ------------- | ------------- | --------- |
| 2005 | Mejor montaje | El cielo gira | Ganadora  |

- Premio Ricardo Franco (2021), otorgado por la Academia de Cine y el festival de Málaga.[8]
- Premio Zinemira (2017) por su trayectoria y contribución al cine vasco.[1]
- También ha sido nominada dos veces a los Premios Goya[9][10]